# 让·纪尧姆·奥迪内-塞维尔
让·纪尧姆·奥迪内-塞维尔（法語：Jean Guillaume Audinet-Serville，法語發音：[ʒɑ̃ ɡijom odinɛ sɛʁvil]；1775年11月11日—1858年3月27日），法国昆虫学家。1833年，奥迪内-塞维尔担任法国昆虫学会会长。1845年，奥迪内-塞维尔成为法国昆虫学会名誉会员。